# Mesterholdenes Europa Cup i håndbold 1989-90 (mænd)
Mesterholdenes Europa Cup i håndbold 1989–90 for mænd var den 30. udgave af Mesterholdenes Europa Cup i håndbold for mænd. Turneringen havde deltagelse af 28 klubhold, som sæsonen forinden var blevet nationale mestre. Turneringen blev afviklet som en cupturnering, hvor opgørene blev afgjort over to kampe (ude og hjemme).
Turneringen blev vundet af SKA Minsk fra Sovjetunionen, som i finalen over to kampe besejrede FC Barcelona fra Spanien med 53-50. Det var tredje gang, at SKA Minsk vandt Mesterholdenes Europa Cup – de to første gange var i sæsonerne 1986-87 og 1988-89.
Danmarks repræsentant i turneringen var Helsingør IF, som blev slået ud i ottendedelsfinalen af RK Zagreb Chromos, som vandt med 55-41 over to kampe.

## Resultater

### 1/16-finaler
| Dato   | Dato   | Hjemmehold i 1. kamp  | Udehold i 1. kamp  | Resultat | Resultat | Resultat |
| 1.kamp | 2.kamp | Hjemmehold i 1. kamp  | Udehold i 1. kamp  | Samlet   | 1.kamp   | 2.kamp   |
| ------ | ------ | --------------------- | ------------------ | -------- | -------- | -------- |
| ?      | ?      | BK-46                 | Stavangers IF      | 47–56    | 30-25    | 17-31    |
| 1.10.  | 7.10.  | Rába ETO Győr         | AS Filippos Verias | 56–38    | 33-15    | 23-23    |
| 8.10.  | 9.10.  | Kyndil                | KF Valur           | 41–55    | 27-26    | 14-29    |
| 30.9.  | 2.10.  | TuSEM Essen           | Haka E&O HV        | 51–35    | 26-17    | 25-18    |
| ?      | ?      | RK Zagreb Chromos     | SC Pogoń Zabrze    | 46–39    | 29-20    | 17-19    |
| 1.10.  | 2.10.  | Helsingør IF          | Fola Esch          | 60–28    | 30-11    | 30-17    |
| ?      | ?      | Ortigia Siracusa      | Arçelik SC         | 51–39    | 30-18    | 21-21    |
| ?      | ?      | Sporting Neerpelt     | UHK Volksbank Wien | 37–38    | 22-17    | 15-21    |
| ?      | ?      | Maccabi Rishon LeZion | US Creteil         | ?–?      | ?-?      | ?-?      |
| 30.9.  | 2.10.  | ZMC Amicitia Zürich   | Manchester United  | 82–24    | 41-12    | 41-12    |
| 1.10.  | ?      | VSŽ Košice            | CSKA Sofia         | ?–?      | 21-16    | ?-?      |
| ?      | ?      | FC Barcelona          | SL Benfica         | 46–37    | 28-17    | 18-20    |

### 1/8-finaler
| Dato   | Dato   | Hjemmehold i 1. kamp | Udehold i 1. kamp      | Resultat | Resultat | Resultat |
| 1.kamp | 2.kamp | Hjemmehold i 1. kamp | Udehold i 1. kamp      | Samlet   | 1.kamp   | 2.kamp   |
| ------ | ------ | -------------------- | ---------------------- | -------- | -------- | -------- |
| 5.11.  | 12.11. | SKA Minsk            | Stavangers IF          | 67–46    | 39-21    | 28-25    |
| 5.11.  | 12.11. | Rába ETO Győr        | KF Valur               | 60–44    | 29-23    | 31-21    |
| 5.11.  | 12.11. | Steaua Bucuresti     | TuSEM Essen            | 44–51    | 21-22    | 23-29    |
| 5.11.  | 6.11.  | RK Zagreb Chromos    | Helsingør IF           | 55–41    | 28-19    | 27-22    |
| 5.11.  | 12.11  | Ortigia Siracusa     | ASK Vorwärts Frankfurt | 33–43    | 17-17    | 16-26    |
| 4.11.  | 12.11. | UHK Volksbank Wien   | US Creteil             | 37–40    | 19-19    | 18-21    |
| 5.11.  | 12.11. | Redbergslids IK      | ZMC Amicitia Zürich    | 37–34    | 16-16    | 21-18    |
| 5.11.  | 12.11. | CSKA Sofia           | FC Barcelona           | 47–62    | 16-26    | 21-36    |

### Kvartfinaler
| Dato   | Dato   | Hjemmehold i 1. kamp   | Udehold i 1. kamp | Resultat | Resultat | Resultat |
| 1.kamp | 2.kamp | Hjemmehold i 1. kamp   | Udehold i 1. kamp | Samlet   | 1.kamp   | 2.kamp   |
| ------ | ------ | ---------------------- | ----------------- | -------- | -------- | -------- |
| 18.3.  | 25.3.  | Rába ETO Győr          | SKA Minsk         | 43–60    | 21-29    | 22-31    |
| 18.3.  | 25.3.  | TuSEM Essen            | RK Zagreb Chromos | 50–49    | 24-17    | 26-32    |
| 17.3.  | 25.3.  | ASK Vorwärts Frankfurt | US Creteil        | 33–39    | 17-17    | 16-22    |
| 18.3.  | 24.3.  | Redbergslids IK        | FC Barcelona      | 41–44    | 22-16    | 19-28    |

### Semifinaler
| Dato   | Dato   | Hjemmehold i 1. kamp | Udehold i 1. kamp | Resultat | Resultat | Resultat |
| 1.kamp | 2.kamp | Hjemmehold i 1. kamp | Udehold i 1. kamp | Samlet   | 1.kamp   | 2.kamp   |
| ------ | ------ | -------------------- | ----------------- | -------- | -------- | -------- |
| ?      | ?      | SKA Minsk            | TuSEM Essen       | 55–45    | 27-17    | 28-28    |
| 22.4.  | 28.4.  | FC Barcelona         | US Creteil        | 43–37    | 23-18    | 20-19    |

### Finale
| Dato   | Dato   | Hjemmehold i 1. kamp | Udehold i 1. kamp | Resultat | Resultat | Resultat |
| 1.kamp | 2.kamp | Hjemmehold i 1. kamp | Udehold i 1. kamp | Samlet   | 1.kamp   | 2.kamp   |
| ------ | ------ | -------------------- | ----------------- | -------- | -------- | -------- |
| 20.5.  | 8.6.   | SKA Minsk            | FC Barcelona      | 53–50    | 26-21    | 27-29    |